# 人情鬼蜮
《人情鬼蜮》（英語：Kind Lady）是一部1935年的電影，主演是艾琳·麦克马洪和貝錫·羅斯本。本片改編自愛德華·喬多洛夫的同名戲劇，以及休·沃波爾的短篇小說《The Silver Mask》。
桃樂絲·洛依德在本片和1951年英文同名重拍版《謀財陷阱》中飾演不同的角色。

## 演員
- 艾琳·麦克马洪 飾演 Mary Herries
- 貝錫·羅斯本 飾演 Henry Abbott
- 瑪麗·卡萊爾（英语：Mary Carlisle） 飾演 Phyllis
- 法蘭克·艾伯森（英语：Frank Albertson） 飾演 Peter Santard
- 杜德利·迪格斯（英语：Dudley Digges (actor)） 飾演 Mr. Edwards
- 桃樂絲·洛依德（英语：Doris Lloyd） 飾演 Lucy Weston
- Nola Luxford（英语：Nola Luxford） 飾演 Rose
- 穆瑞·加爾威（英语：Murray Kinnell） 飾演 Doctor
- Eily Malyon（英语：Eily Malyon） 飾演 Mrs. Edwards
- Justine Chase 飾演 Ada Abbott
- Barbara Shields 飾演 Aggie Edwards
- 唐納德·米克（英语：Donald Meek） 飾演 Mr. Foster
- 法蘭克·賴歇爾（英语：Frank Reicher） 飾演 Gustave Roubet

## 外部連結
- 互联网电影数据库（IMDb）上《Kind Lady》的资料（英文）
- TCM电影资料库上《Kind Lady》的资料（英文）
- AllMovie上《Kind Lady》的资料（英文）
- 美国电影学会目录上的《Kind Lady》（英文）